# Filip Jan Rymsza
Filip Jan Rymsza (* 29. Dezember 1977 in Olecko, Polen) ist ein polnisch-amerikanischer Filmemacher und Kurzgeschichtenautor. Er besitzt sowohl die amerikanische als auch die polnische Staatsangehörigkeit.

## Leben
Rymsza wurde in Olecko, Polen geboren. Mitte der 1980er Jahre emigrierte er mit seiner Familie in die Vereinigten Staaten als Folge des verhängten Kriegsrechts in Polen. Rymszas Familie wurde in Chicago sesshaft und er begann Volkswirtschaftslehre, Philosophie und Filmwissenschaft an der University of Chicago zu studieren.
Heute lebt Rymsza in Los Angeles.

## Filmografie
- 2004: Sandcastles
- 2007: Dustclouds
- 2008: Sunday Morning Sublime
- 2009: A Girl and a Gun
- 2018: The Other Side of the Wind
- 2019: Lost Transmissions
- 2019: Valley of the Gods
- 2020: Mosquito State

## Kurzgeschichten
- As I Stared into the Still, Sleepless Night (2003)
- Key Point Three (Repeating) (2004)